# Ibrox Park (1887-1899)
Ibrox Park était un terrain de football situé à Glasgow, dans le quartier d'Ibrox, en Écosse. C'était le terrain d'origine des Rangers de 1887 jusqu'à ce qu'ils déménagent dans le deuxième Ibrox Park adjacent en 1899. Le terrain a accueilli quatre fois la finale de la Coupe d'Écosse de football et trois matchs internationaux de l'équipe d'Écosse de football.

## Histoire
L'ancien terrain des Rangers au Kinning Park avait été construit pour accueillir 20 000 personnes, mais une expansion supplémentaire était impossible et le club a donc identifié un site plus à l'ouest pour s'y établir. Bien que le site d'Ibrox (qui faisait alors partie du bourg de Govan, aujourd'hui incorporé à Glasgow) était alors à la périphérie de la ville, il disposait de bonnes liaisons de transport, y compris la gare ferroviaire d'Ibrox toute proche. Un bail de dix ans sur le site a été obtenu et un stand non couvert de 1 200 places a été érigé sur le côté nord, avec un pavillon adjacent. Les trois autres côtés étaient en terrasses, avec une piste de course autour du terrain.  L'ouverture a eu lieu le 20 août 1887 avec un match amical contre Preston North End.
Une nouvelle tribune a ensuite été construite sur le côté sud. L'Écosse a alors disputé trois matchs internationaux dans le cadre du championnat britannique à Ibrox Park : le premier en 1889 contre l'Irlande (7–0), le deuxième en 1892 contre l'Angleterre (1–4 ; un stand s'est effondré lors de cette rencontre, faisant deux morts) et le troisième en 1897 contre l'Irlande (5–1). Cette enceinte a également hébergé la finale rejouée de la Coupe d'Écosse 1890 entre Queen's Park et Vale of Leven.
Les Rangers jouaient sur ce terrain lorsqu'ils ont rejoint la nouvelle Ligue écossaise de football pour la saison 1890–91, avec un premier match de championnat joué le 18 août 1890 (victoire 5–2 contre Hearts, devant 4 000 personnes). Le terrain avait été choisi pour accueillir la finale de la Coupe d'Écosse 1892 entre le Celtic et Queen's Park, mais s'est avéré trop exigu pour les 30 000 spectateurs attendus. La finale de la Coupe d'Écosse 1893, à nouveau entre le Celtic et Queen's Park, a elle bien eu lieu à Ibrox, mais le match a été déclaré nul en raison de mauvaises conditions de terrain et a dû être rejoué. L'enceinte a accueilli la finale de la Coupe d'Écosse 1895 pour la quatrième et dernière fois lorsque St Bernard a affronté Renton. 
Avec le nouveau Celtic Park, ouvert en 1892, devenant le principal site de football de Glasgow, les Rangers ont ensuite décidé de souscrire un bail sur un nouveau site adjacent à Ibrox Park et d'y construire un nouveau stade en partant de zéro. Le deuxième Ibrox Park (Ibrox Stadium), ouvert en décembre 1899, a été construit à l'ouest et chevauche partiellement le site de son prédécesseur, qui est adossé directement à Copland Road, l'extrémité Est du site a été utilisée pour des logements. Le dernier match de championnat du club à l'ancien Ibrox Park a été joué le 9 décembre 1899 (victoire 6-1 contre Kilmarnock devant 5 000 spectateurs). Cependant, le nouvel Ibrox n'était pas prêt à temps pour le match suivant, contre St Mirren le 16 décembre. Celui-ci s'est alors joué au Meadowside (en), stade de Partick Thistle. 